# Гамрекели, Давид Александрович
Давид Александрович Гамреке́ли (груз. დავით ალექსანდრეს ძე გამრეკელი, 1911—1977) — советский грузинский оперный певец (баритон). Народный артист Грузинской ССР (1943). Заслуженный деятель искусств РСФСР (1951). Лауреат Сталинской премии первой степени (1950).

## Биография
Родился 27 июля (9 августа) 1911 года в Чиатуры (ныне — Чиатура, Грузия).
В 1932 году окончил Грузинский сельскохозяйственный институт, в 1935 году — Тбилисскую консерваторию (класс пения Е. А. Вронского). В 1935—1944 годах солист ГрАТОБ имени З. П. Палиашвили, в 1944—1952 годах — ГАБТ. Выступал как камерный певец. С 1967 года преподаватель вокального факультета МГК имени П. И. Чайковского.
Умер 29 ноября 1977 года. Похоронен в Дидубийском пантеоне.

## Оперные партии
- «Евгений Онегин» П. И. Чайковского — Евгений Онегин
- «Пиковая дама» П. И. Чайковского — Елецкий
- «Риголетто» Дж. Верди — Риголетто
- «Травиата» Дж. Верди — Жермон
- «Кармен» Ж. Бизе — Эскамильо
- «Даиси» З. П. Палиашвили — Киазо
- «Абесалом и Этери» З. П. Палиашвили — Мурман
- «Кето и Котэ» В. И. Долидзе — Леван

## Награды и премии
- орден Трудового Красного Знамени (27.05.1951)
- два ордена «Знак Почёта» (14.01.1937 — за выдающиеся заслуги в деле развития грузинского оперного искусства, грузинской музыки, песен и танцев; 25.05.1976[3])
- народный артист Грузинской ССР (1943)
- заслуженный деятель искусств РСФСР (1951)
- Сталинская премия первой степени (1950) — за участие в музыкальной кинокартине «Щит Джургая» (1944)[4]
- 2-я премия Всесоюзного конкурса вокалистов (1939)